# Commission Richard
La commission sur les pouvoirs et les dispositions électorales de l’assemblée nationale du pays de Galles (Commission on the Powers and Electoral Arrangements of the National Assembly for Wales en anglais et Y Comisiwn ar Bwerau a Threfniadau Cynulliad Cenedlaethol Cymru en gallois), plus informellement abrégée en « commission Richard » (Richard Commission en anglais et Comisiwn Richard en gallois), est une entité indépendante missionnée le 18 avril 2002 et dissoute à la publication de son rapport final au 31 mars 2004. Elle est présidée par le baron Richard of Ammanford, duquel elle tire son nom.
Nommée par le premier ministre Rhodri Morgan dans le cadre d’un engagement formulé par les travaillistes et les démocrates libéraux dans leur accord de coalition conclu en 2000, la commission se compose de 10 personnalités issues d’horizons différents partiellement désignées par l’Assemblée galloise. Une partie de ses recommandations est reprise dans le Better Governance for Wales, le papier blanc du gouvernement à Londres rendu public en 2005 et dont le Government of Wales Act 2006 découle.

## Histoire

### Contexte
L’assemblée nationale du pays de Galles est érigée en 1999 par le Government of Wales Act 1998 sous la forme d’un organe délibérant doté d’une dévolution des pouvoirs minimaliste uniquement exécutive et reposant sur la législation secondaire. Dans l’enceinte de la chambre, le Parti travailliste gallois dirige de façon minoritaire le comité exécutif depuis la création de l’Assemblée galloise, d’abord sous la conduite d’Alun Michael, puis, sous celle de Rhodri Morgan à partir de 2000. Afin de stabiliser la situation politique, une coalition avec les démocrates libéraux est envisagée par ce dernier dès son entrée en fonction dans le but d’obtenir un cabinet majoritaire.
L’accord de coalition entre les travaillistes et les démocrates libéraux, intitulé « Priorité au pays de Galles : un partenariat pour le peuple du pays de Galles », est annoncé le 5 octobre 2000. Tandis que l’exécutif du parti travailliste donne son aval à la proposition de coalition le 6 octobre, les adhérents du parti démocrate libéral l’approuvent majoritairement à la conférence automnale tenue le 15 octobre suivant. Dès le lendemain, un « cabinet de partenariat » est formé par Rhodri Morgan, qui s’attribue désormais le titre de « premier ministre », avec comme vice-premier ministre Mike German, le chef des démocrates libéraux à la chambre,,.

### Feuille de route
Une disposition de l’accord de coalition stipule que :

« Nous allons établir avant la fin du premier mandat de l’Assemblée une commission indépendante sur les pouvoirs et les dispositions électorales de l’Assemblée nationale dans le but de s’assurer qu’elle est en mesure d’agir dans le meilleur intérêt pour le peuple du pays de Galles. Cette consultation devrait examiner entre autres l’extension de la proportionnalité dans la composition de l’Assemblée et le caractère approprié des compétences dévolues. La consultation publiera ses recommandations dans la première année du deuxième mandat de l’Assemblée nationale afin de permettre une réflexion adéquate sur le premier mandat plein de l’Assemblée. Tout en reconnaissant que l’accord de partenariat aura expiré avant l’achèvement de la consultation, nous veillerons à ce que les dispositions soient mises en place pour garantir à l’Assemblée toute entière qu’elle ait la possibilité de presser le Gouvernement du Royaume-Uni de présenter une législation primaire appropriée, nécessaire pour garantir que ses recommandations puissent être pleinement mises en œuvre. »

— Priorité au pays de Galles : un partenariat pour le peuple du pays de Galles.

### Mise en place de la commission
La mise en place de la commission est annoncée le 18 avril 2002 par le premier ministre Rhodri Morgan. À cette occasion, ce dernier nomme à la présidence de cette entité le baron Richard of Ammanford, un pair viager membre du Parti travailliste, ancien représentant permanent du Royaume-Uni aux Nations unies (1974-1979), ancien commissaire européen (1981-1985) et ancien chef de la Chambre des lords. Le président désigné est missionné pour consulter les chefs de groupe de la chambre dans la désignation de quatre des 10 membres du panel alloués aux membres de l’Assemblée. La composition complète de la commission est rendue publique le 31 juillet 2002,.
Parallèlement au processus de nomination de l’ensemble de la commission, les termes de références de son champ d’action sont approuvés le 20 juin 2002 lors d’une séance plénière de l’Assemblée galloise. Ils s’articulent autour des pouvoirs de l’Assemblée d’une part (clarté dans la formulation des politiques, adéquation avec l’agenda gallois, efficacité des mécanismes du gouvernement de Londres au sujet du pays de Galles et qualité de la division des responsabilités exécutives entre l’Assemblée et le gouvernement britannique), et les dispositions électorales d’autre part (pertinence de la taille de l’Assemblée, des modalités d’élection de l’Assemblée et formulation de changements dans le système électoral).

### Travaux de la commission
La commission lance ses travaux en septembre 2002. En novembre, elle publie son premier rapport de consultation, intitulé The Powers of the National Assembly for Wales: issues and questions for consultation, puis, en janvier 2003, elle lance une série de réunions publiques. À partir de février et jusqu’en juin pour les partis politiques, elle ouvre à la discussion de ces sujets auprès du public. Electoral arrangements of the National Assembly for Wales: issues and questions for consultation, le second rapport de consultation de la commission est émis en mars 2003 tandis que sa discussion s’achève elle aussi au mois de juin.
Comme convenu dans les termes de références, le rapport final de la commission, un document de 308 pages, paraît le 31 mars 2004, un an après l’entrée en fonction de la deuxième Assemblée galloise,.

## Présentation

### Composition de la commission
La commission se compose de plusieurs personnalités, :
- Eira Davies, directrice générale d’une entreprise d’édition du Web ;
- Tom Jones, agriculteur à Welshpool ;
- Dr Laura McAllister, universitaire spécialisée en administration publique et en politique ;
- Peter Price, ancien député européen, membre de la commission sur le règlement intérieur de l’Assemblée galloise ;
- Ivor Richard, baron Richard of Ammanford (président), ancien représentant permanent du Royaume-Uni aux Nations unies, ancien chef de la Chambre des lords, ancien membre du Parlement ;
- Ted Rowlands, ancien membre du Parlement, ancien ministre du Welsh Office et du Foreign Office ;
- Vivienne Sugar, consultante en gouvernement local, ancienne fonctionnaire du conseil de la cité et du comté de Swansea ;
- Huw Thomas, ancien fonctionnaire au conseil du comté du Denbighshire ;
- Paul Valerio, premier lord-maire de la cité de Swansea et membre du conseil de la cité et du comté de Swansea ;
- Michael Wheeler-Booth, ancien greffier des Parlements à Westminster, membre de la commission royale sur la réforme de la Chambre des lords et de la commission sur le règlement intérieur de l’Assemblée galloise.

### Recommandations
Dans le cadre de son rapport final, la commission sur les pouvoirs et les dispositions électorales de l’assemblée nationale du pays de Galles formule plusieurs recommandations sur le devenir de l’Assemblée galloise :
1. Que le modèle propre au pays de Galles passe d’une dévolution exécutive à une dévolution législative, avec une législature apte à légiférer.
2. Que le cadre de l’approche des pouvoirs délégués soit étendu aussi loin que possible avec l’accord du gouvernement de Londres et du Parlement de Westminster pendant la phase transitoire.
3. Qu’il est souhaitable, si une assemblée législative est formée, de lui conférer le pouvoir de variation des taxes bien qu’il ne soit pas indispensable.
4. Qu’il est nécessaire que la composition l’Assemblée galloise soit augmentée à 80 membres dans le cadre de l’exercice de ses pouvoirs primaires (situation actuelle à l’époque).
5. Que la structure de l’Assemblée galloise soit reconstituée avec une branche exécutive et une législature strictement séparée.
6. Que le scrutin à vote unique transférable soit appliqué puisque le système électoral en vigueur ne peut supporter un accroissement à 80 membres.
7. Que les changements préconisés puissent être mis en œuvre à partir de 2011, voire plus tôt si possible.

## Postérité

### Réception au pays de Galles
Lors de la publication du document final de la commission, l’accueil qui lui est réservé ne crée pas de surprises particulières dans le sens où la majorité de la classe politique galloise se porte en faveur d’une plus large dévolution des pouvoirs vers l’Assemblée galloise. Toutefois, bien que le premier ministre Rhodri Morgan soutienne le projet de la dévolution de la législation primaire, il émet des doutes dans la révision du système électoral et dans l’augmentation du nombre d’élus à la chambre. Partenaire des travaillistes dans le précédent cabinet, les démocrates libéraux se félicitent quant à eux du travail rendu par la commission, véritable cœur des objectifs du parti à leur sens. Dans l’opposition, les nationalistes de Plaid Cymru dénoncent le caractère limité des changements proposés et le parti conservateur de Nick Bourne appelle à la tenue d’un référendum sur l’ensemble des questions soulevées par le rapport.
À la suite d’un débat sur le rapport final de la commission Richard, l’Assemblée galloise adopte le 5 octobre 2004 une motion appelant le premier ministre à enjoindre l’amendement du Government of Wales Act 1998 au secrétaire d’État pour le Pays de Galles à partir de trois angles de propositions : la séparation formelle des branches exécutive et législative de l’Assemblée ; la réforme du système électoral en vigueur en vue de supprimer les anomalies ; et l’augmentation des pouvoirs législatifs de l’Assemblée.

### Accueil à Westminster
Alors que les élections générales de la Chambre des communes sont une nouvelle fois remportées par les travaillistes en mai 2005, un papier blanc sur la réforme de l’Assemblée — titré Better Governance for Wales — est publié par le secrétaire d’État le 15 juin suivant. Pour en assurer le suivi, l’assemblée nationale du pays de Galles forme en son sein un comité.
Aux Communes, le comité des Affaires galloises de la chambre se réunit les 25 et 31 octobre ainsi que le 10 novembre 2005 à propos du papier blanc. Un projet de loi est présenté le 8 décembre et entre le jour-même en première lecture de la chambre haute du Parlement du Royaume-Uni. Ayant reçu la sanction royale le 25 juillet 2006, le projet de loi devient le Government of Wales Act 2006.